# Norman Thavaud
Norman, celým jménem Norman Thavaud (* 14. dubna 1987 Arras), je francouzský komik, herec a youtuber.
Proslavil se videi na webu Dailymotion, kam od roku 2008 nahrával videa v rámci komediálního tria Le Velcrou, které kromě něj tvořili ještě Hugo Tout Seul a Kemar. V roce 2010 si založil vlastní YouTube kanál, který pojmenoval Norman fait des vidéos (česky Norman natáčí videa). Rychle se z něj stal jeden z nejsledovanějších a nejpopulárnějších francouzských youtuberů. Kromě toho si také zahrál v několika filmech a seriálech a často vystupuje na veřejnosti v rámci svých one man show.
V červnu 2019 měl jeho YouTube kanál přes 2,1 miliardy zhlédnutí a 11 milionů odběratelů, v prosinci 2021 se celkový počet zhlédnutí zvýšil na 2,6 miliardy a počet odběratelů na 12,1 milionů.

## Osobní život
Od roku 2017 chodí s francouzskou modelkou a influencerkou Marthou Gambet. Dne 29. března 2019 oznámil ve videu na svém YouTube kanálu, že spolu čekají dítě. V červnu 2019 ve svém videu AVOIR UN BÉBÉ prozradil, že se jim narodila dcera.

## Filmografie
| Rok  | Název                        | Role                                    | Poznámky                                       |
| ---- | ---------------------------- | --------------------------------------- | ---------------------------------------------- |
| 2013 | Pas très normales activités  | Octave Blin                             | filmový debut                                  |
| 2014 | Scènes de ménages            | majitel bytu, kde bydlí Cédric a Marion | televizní seriál                               |
| 2015 | Můj král                     | Nico                                    |                                                |
| 2015 | Peplum                       | posel                                   | televizní seriál                               |
| 2017 | Alibi na klíč                | Paul-Édouard                            |                                                |
| 2017 | Presque adultes              | on sám                                  | televizní a internetový seriál také scenárista |
| 2017 | Chci mluvit se svým agentem! | on sám                                  | televizní seriál, objevil se v 3. dílu 2. řady |
| 2020 | Ducobu 3                     | otec Willieho                           |                                                |

## Ocenění a nominace
| Rok  | Ocenění           | Kategorie      | Nominovaná práce             | Výsledek  |
| ---- | ----------------- | -------------- | ---------------------------- | --------- |
| 2014 | Web Comedy Awards | sólový skeč    | Norman - „Avoir un chat“     | vítězství |
| 2014 | Web Comedy Awards | skupinový skeč | Norman - „Luigi Clash Mario“ | nominace  |
| 2014 | Web Comedy Awards | youtuber roku  | Norman                       | nominace  |